# Генеральный округ Эстония
Генеральный округ Эстония (нем. Generalbezirk Estland, эст. Eesti kindralkomissariaat) — административно-территориальная единица в составе рейхскомиссариата Остланд с центром в Таллине, образованная 17 июля 1941 года. Весь период существования округа генеральным комиссаром был Карл Зигмунд Лицман.

## История
5 августа 1941 года части 18 армии подошли к Таллину. Началась Таллинская оборонная операция, которая продолжалась 23 дня после чего части РККА эвакуировались. 6 сентября началась оборона Моонзундских островов, продолжавшееся около месяца. После эвакуации советских войск с островов Эстония оказалась под полным контролем нацистов.
Ещё 17 июля 1941 Гитлер подписал указ «О введении гражданского управления на оккупированных Восточных территориях», согласно которому оккупированные земли были разделены на три Рейхскомиссариата. На западе был создан Рейхскомиссариант Остланд, в состав которого был включён Генеральный округ Эстония. Сразу после создания начали создаваться эстонские коллаборационистские формирования. В то же время началось формирование эстонских партизанских отрядов. В августе 1941 года были сформированы Эстонские подразделения люфтваффе. В ноябре того же года были сформированы два эстонских батальона шуцманшафт, а в декабре 1942 года — ещё один.
Уже в июле 1941 года немцами было создано марионеточная структура для управления эстонской территорией — так называемое «Эстонское самоуправление». Его главой обербургомистр тыла группы армий Север Франц фон Роке назначил бывшего члена пронацистского Эстонского союза участников Освободительной войны и базировавшегося в Финляндии Эстонского освободительного комитета Хяльмара Мяэ. В это же время началось формирование отрядов сотрудничающей с нацистами организации «Омакайтсе», в которые до конца года добровольно вступило 43.757 человек.
После занятия немецкими войсками Тарту, летом-осенью 1941 года в противотанковом рву у селения Лемматси участники «Омакайтсе» убили более 12 тысяч мирных жителей и советских военнопленных. К 1 ноября 1941 года «Омакайтсе» провела 5033 облавы, было арестовано 41 135 человек, из которых 7357 человек были казнены на месте «из-за оказанного сопротивления». 5 декабря 1941 года Эстония была передана под гражданское управление и включена в состав Рейхскомиссариата Остланд.
На территории Эстонии было создано 25 концлагерей. Силами местных полицейских подразделений с помощью немцев были уничтожены 61 тысяч граждан и 64 тысяч советских пленных. На момент начала немецкой оккупации в стране находилось около тысячи евреев из 4,5 тысячной еврейской общины Эстонии; уже в декабре 1941 года Эстония была объявлена «Юденфрай».
Ещё в 1941 году командующим 18-й армией генерал-полковником Кюхлером из разрозненных отрядов «Омакайтсе» на добровольной основе (с заключением контракта на 1 год) было сформировано 6 эстонских охранных отрядов. В конце того же года все шесть подразделений были переформированы в три восточных батальона и одну восточную роту.
В дополнение к вышеназванным частям для охранной службы и борьбы с партизанским движением в тылу группы армий «Север» с сентября 1941 года немецкое командование начало формирование эстонских батальонов вспомогательной полиции («шума»). Всего за время войны в Эстонии было сформировано 26 батальонов «шума». В отличие от аналогичных частей на территории Украины и Белоруссии, в которых весь командный состав состоял из немцев, в эстонских полицейских батальонах, укомплектованных национальными кадрами, был только один немецкий офицер-наблюдатель. Показателем особого доверия немцев к эстонским полицейским батальонам было и то обстоятельство, что там были введены воинские звания вермахта. На 1 октября 1942 года все полицейские силы Эстонии составляли 10,4 тысяч человек, к которым был прикомандирован 591 немец.
Полицейские и восточные батальоны использовались преимущественно для проведения карательных акций против гражданского населения, борьбы с партизанским движением и охраны концентрационных лагерей.
28 августа 1942 года было объявлено о создании Эстонского легиона СС, командующим которым стал оберштурмбаннфюрер Франц Аугсбергер. Усилиями немецких властей и местных коллаборационистов было создано «Общество друзей эстонского легиона СС», на которое возлагалась работа по вербовке и первичной подготовке добровольцев. 8 февраля 1943 года началось непосредственное формирование Легиона. К 31 марта 1943 года легион насчитывал 37 офицеров, 175 унтер-офицеров и 757 солдат эстонской национальности. В его состав также вошли 2 старших, 24 младших офицера и 62 рядовых специального батальона «Остланд». Как свидетельствуют архивные документы немецкого командования того периода, 3-я эстонская добровольческая бригада СС вместе с другими подразделениями немецкой армии проводила карательные операции «Хейнрик» и «Фриц» по ликвидации советских партизан в районе Полоцк-Невель-Идрица-Себеж, которые проводились в октябре-декабре 1943 года. Эстонские полицейские батальоны участвовали в боях с партизанами, расстрелах мирного населения, грабежах, уничтожении целых деревень в Белоруссии и массовой отправке мирного населения в Германию. Карательные налёты 3-й эстонской бригады СС продолжались до конца декабря 1943 года.
В начале 1944 года было решено увеличить эстонский контингент войск СС за счёт включения в их состав батальонов из вермахта и наиболее боеспособных полицейских частей, что позволило бы организовать полноценную дивизию. Новообразованная дивизия 24 января 1944 г. получила наименование 20-й эстонской добровольческой дивизии СС (с 26 мая 1944 г. «20-я гренадерская дивизия войск СС — эстонская № 1»). 7 февраля 1944 года с радиообращением к жителям Эстонии выступил последний премьер-министр независимой Эстонии Юри Улуотс, призвавший вступать в формируемые коллаборационистские подразделения. Не ограничившись одним заявлением, Улуотс совершил поездку по Южной Эстонии, агитирую местных жителей идти на призывные пункты. В результате деятельности Улуотса немцам удалось призвать 32 тысячи эстонцев, направленных в полки пограничной стражи, подразделения полиции и СС. Летом 1944 года 20-я дивизия СС принимала участие в боях с частями Красной Армии, в том числе с 8-м Эстонским стрелковым корпусом, под Нарвой и Синимяе. 19 августа Улуотс обратился к жителям Эстонии с новым радиообращением, призывая их приложить все силы для борьбы с наступающими войсками Красной армии и вступать в коллаборационистские формирования. Три дня спустя текст его выступления был опубликован в газете «Sakala».
18 сентября 1944 года Улуотс сформировал «национальное правительство» во главе с Отто Тиифом. К этому времени германское гражданское управление в Таллине уже прекратило свою деятельность, и власть перешла в руки военных; немцы готовились к эвакуации. В среду 20 сентября во двор замка Тоомпеа заехал загруженный грузовик, в который отходящие немцы втиснули и алкоголь. Вскоре началась настоящая попойка, и эстонский унтер-офицер Лепиксоо, набравшись храбрости, решил поднять над башней «Длинный Герман» эстонский флаг. Подвыпившие участники попойки на радостях начали стрелять в воздух. Случайно попавшийся им навстречу немецкий военнослужащий решил, что эстонцы стреляют в него, и открыл ответный огонь. Для урегулирования инцидента эстонская генеральная инспекция и немецкая комендатура договорились о том, что на следующий день на «Длинном Германе» будут совместно подняты эстонский и немецкий флаги. 21 сентября 1944 года в присутствии германского почётного караула над «Длинным Германом» эстонцем Эвальдом Арувальдом и немецким фельдфебелем были рядом подняты флаг Эстонии и боевой флаг Германского флота. Впоследствии эстонские историки стали трактовать факт поднятия эстонского флага на «Длинном Германе» как акт восстановления независимого эстонского государства.
17 сентября 1944 года началась Таллинская операция. 19 сентября в Эстонию вошли передовые части восьмой армии, а также силы восьмого эстонского стрелкового корпуса. 22 сентября Таллин был занят Красной Армией, а к исходу 26 сентября 1944 года под советским контролем находилась уже вся Эстония, кроме островов. Власть в Эстонии перешла к правительству Эстонской ССР.

## Административное деление
С 5 декабря 1941 Генеральный округ Эстония включал в себя 7 окружных районов (крайсгебитов). На территории округа были вновь введены немецкие топонимы, употреблявшиеся до Первой мировой войны (в скобках указаны эстонские названия).
| Крайсгебит   | Вошедшие административные единицы          | Центр                  |
| ------------ | ------------------------------------------ | ---------------------- |
| Аренсбург    | Вик (Ляэне), Эзель (Сааре)                 | Аренсбург (Курессааре) |
| Дорпат       | Дорпат (Тарту), Валк (Валга), Верро (Выру) | Дорпат (Тарту)         |
| Нарва        | Вирланд (Виру)                             | Везенберг (Раквере)    |
| Пернау       | Пернау (Пярну), Феллин (Вильянди)          | Пернау (Пярну)         |
| Печур        | Печур (Петсери)                            | Печур (Петсери)        |
| Реваль-штадт | город Реваль (Таллин)                      | Реваль (Таллин)        |
| Реваль-ланд  | Харриен (Харью), Йервен (Ярва)             | Вайсенштайн (Пайде)    |

## Галерея

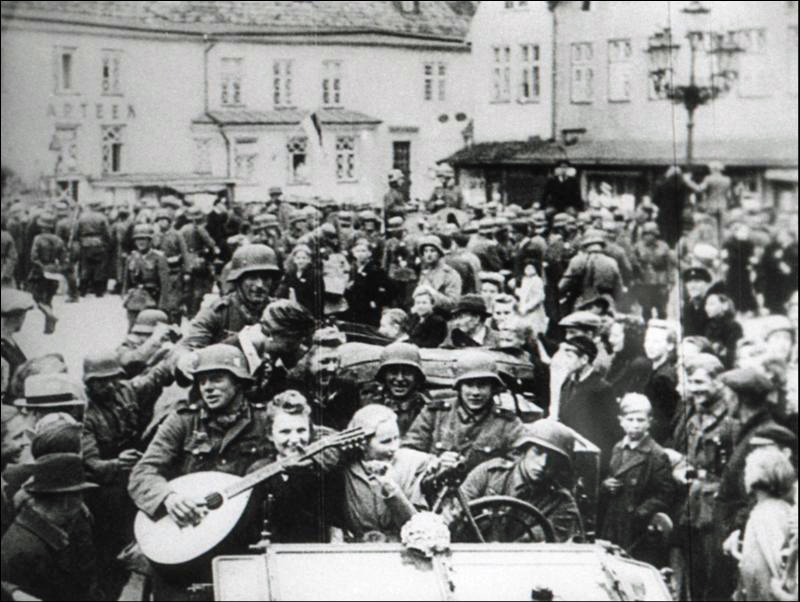
Встреча немецких войск в Таллине, 1941 год
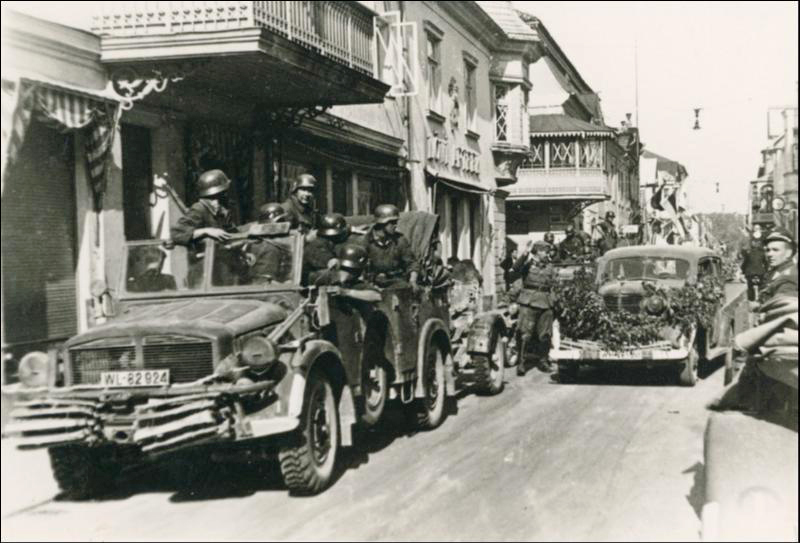
Вступление немецких войск в Пярну, 1941 год
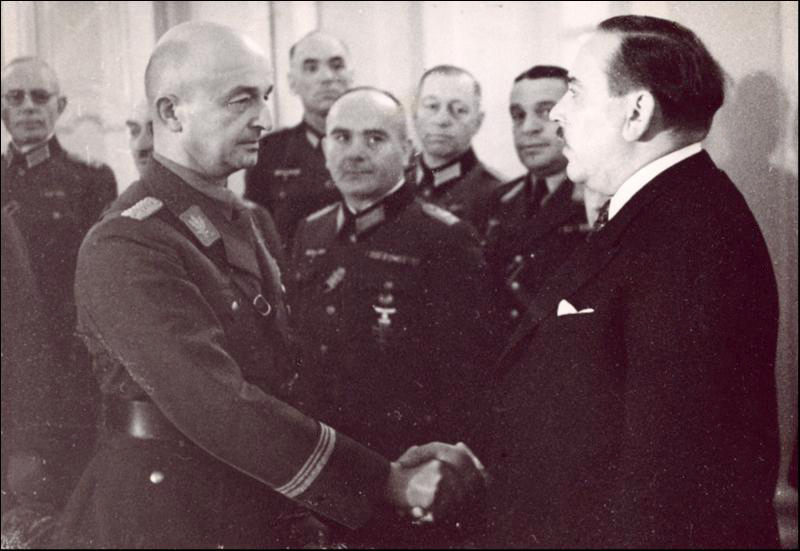
На торжественном собрании по случаю передачи власти генеральному комиссару Генерального округа Эстония Карлу Лицману (слева). Справа — руководитель Самоуправления Эстонии Хяльмар Мяэ. 5 декабря 1941 года
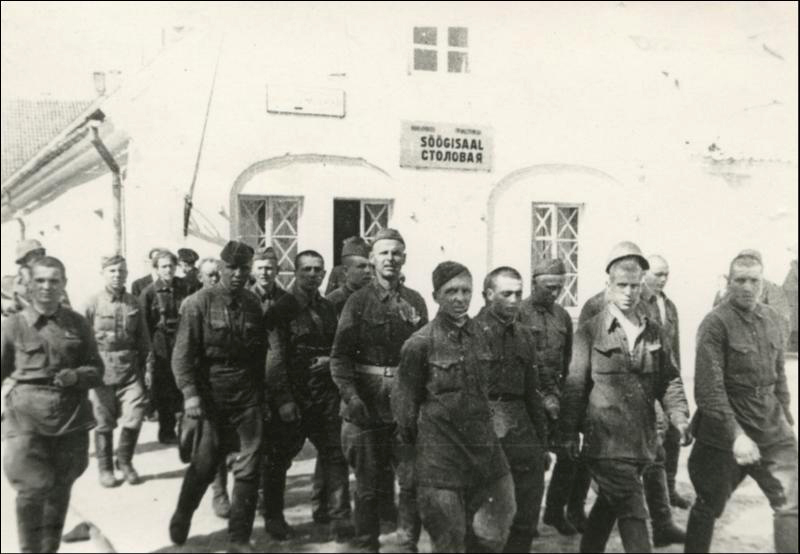
Пленные красноармейцы в Пярну, 1941 год
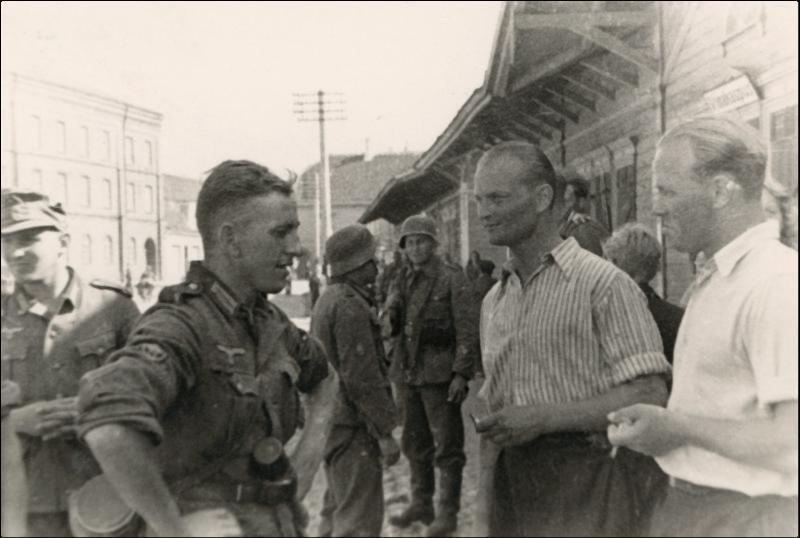
Немецкие солдаты беседуют с жителями Пярну, 1942 год
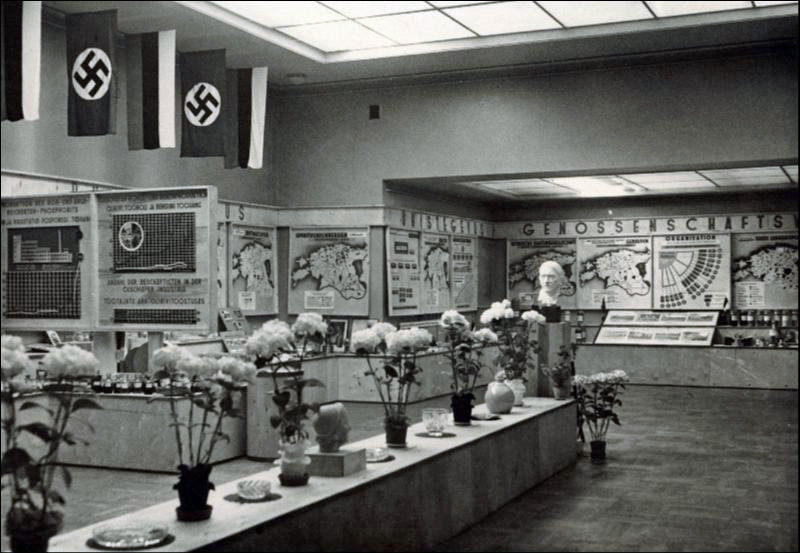
Выставка «Реконструкция Эстонии», Таллинский Дом искусства, 1942 год
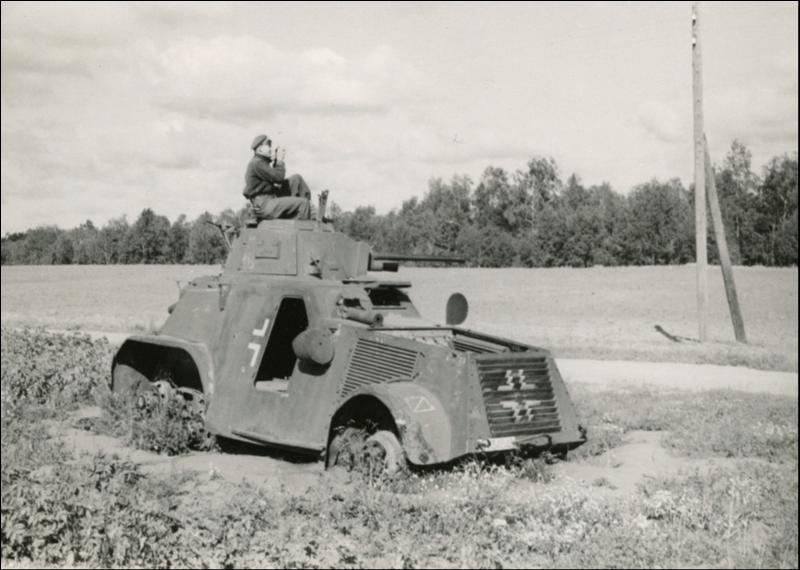
Разрушенный немецкий броневик под Хальяла, 1942 год
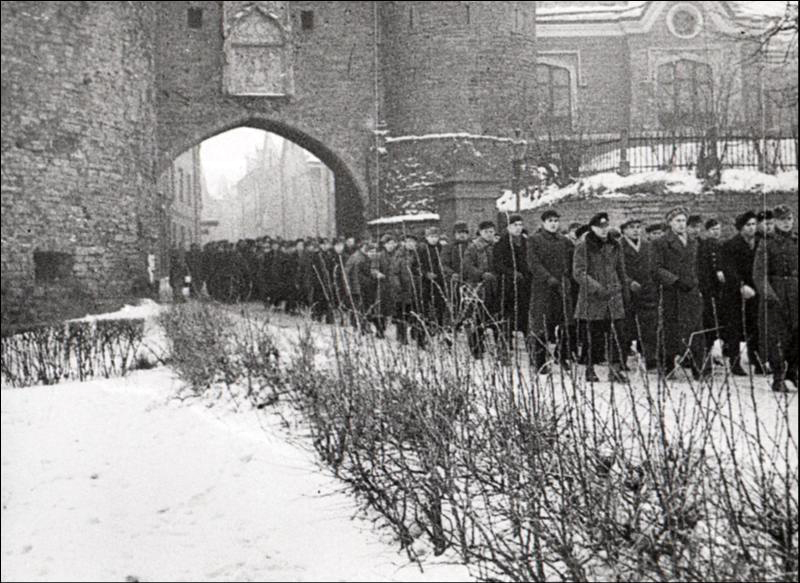
Мобилизация в немецкую армию, 31 марта 1944 года